# Laser (дебетова картка)
Laser — система дебетових карток Ірландії. Ця карткова система управляється компанією Laser Card Services Ltd., некомерційною організацією, основними власниками якої є чотири провідних фінансових інститути Ірландії, і з 2008 контрольовану наглядовим підрозділом Центрального банку. Система введена в експлуатацію в 1996 і на 2010 в обігу було приблизно 3 млн карток Laser. У 2009 по цих картках зроблено близько 195 млн транзакцій на загальну суму приблизно в 11,2 млрд. євро.
З 2007-2008 всі фінансові інститути, що випускали картки Laser, стали замінювати їх дебетовими картками Visa Debit або Debit MasterCard.

## Кобрендінг
З 2005 деяким власникам карток Laser стали надавати кобрендові картки Laser/Maestro; з 1 червня 2008 всі картки Laser стали кобрендової. Вони є Chip and PIN картками, що володіють подвійним функціоналом — систем Laser і Maestro — функціонал від Laser призначений для використання лише в межах Республіки Ірландії, в той час як функціонал Maestro теоретично може використовуватися як в домашній країні, так і за кордоном, але міжнародні платежі Maestro нерідко відхиляються. 